# Pteronotropis hypselopterus
Pteronotropis hypselopterus är en fiskart som först beskrevs av Albert Günther, 1868.  Pteronotropis hypselopterus ingår i släktet Pteronotropis och familjen karpfiskar. Inga underarter finns listade i Catalogue of Life.